# Juan Fortuny de Pedro
Juan Fortuny de Pedro (el Papiol, 1958 - Castellbisbal, 20 d'agost de 2024) va ser un agent de policia i feminicida català. Va exercir diversos càrrecs dins del Cos de Policia espanyola fins a ser el Cap Regional d'Operacions a Catalunya, el segon de major jerarquia al país, que va ocupar entre el 2019 i fins a la seva jubilació el 2023.
Un any més tard, va cometre un doble assassinat masclista amb arma de foc contra la seva exparella i contra la que ho era fins aquell moment. Després, es va suïcidar. Va ser el primer doble feminicidi contra parella i exparella alhora documentat mai a Catalunya i a tot l'Estat espanyol i va posar novament a l'escrutini públic els agreujants del poder, de llacunes en l'avaluació psicotècnica i el factor addicional de risc en la tinença d'armes dels crims masclistes perpetrats pels cossos policials o per llurs exmembres.

## Trajectòria
Juan Fortuny de Pedro va néixer al municipi del Papiol (Baix Llobregat). L'any 1979 va ingressar al Cos de Policia espanyola (CNP), l'any 1981 a l'Acadèmia General Militar de l'Exèrcit de Terra espanyol i tota la seva vida professional va romandre operatiu a Catalunya. El seu primer destí va ser la Prefectura Superior de Policia de Catalunya, a la Via Laietana de Barcelona. El seu primer comandament va ser el de cap de seguretat ciutadana del municipi de Rubí (Vallès Occidental). Entre 1993 i 1999 va dirigir les Unitats d'Intervenció Policial (UIP) a Catalunya, que són les unitats antiavalots de la Policia espanyola, i en aquesta unitat va assolir el rang d'inspector en cap. Entre 1999 i 2002 va ser el director del Centre d'Internament d'Estrangers (CIE) de Barcelona i, posteriorment, entre 2002 i 2006, va ser destinat de nou a la comissaria de Rubí fins que va ser ascendit a comissari. Amb el nou grau va exercir de cap de la Unitat Central de Xarxes d'Immigració Il·legal i Falsedats Documentals (UCRIF) entre 2006 i 2012 a la Prefectura Superior. Durant aquell mandat, el 2009, va ser condecorat pel Govern de Catalunya, en el Dia de les Esquadres, per la seva tasca com a cap d'aquesta unitat.
En acabat, entre 2012 i 2016, va exercir de cap de la Policia espanyola a Lleida, abans que fos destituït del càrrec per desavinences amb la subdelegada del Govern espanyol a Lleida, Inma Manso, del Partit Popular (PP). Si bé se'n va publicar el motiu oficial per mor de «falta de confiança», Fortuny de Pedro va dur el cas al Tribunal Superior de Justícia de Catalunya per a denunciar que havia estat una purga política, perquè ell havia convidat el llavors paer de Lleida, Àngel Ros, del Partit dels Socialistes (PSC), a un acte institucional policial. També va advertir que la seva destitució tenia fonaments en la seva oposició contra un cas de nepotisme en l'elecció del camp de pràctiques de tir del CNP favorable a un altre membre del PP proper a Manso. La seva degradació es va materialitzar amb un trasllat a Tarragona amb un càrrec de segona, que poc després va ser invalidat pels tribunals arran del recurs presentat per l'agent de policia. Per aquests fets, la Direcció General de la Policia es va veure obligada a pagar-li una indemnització de 2.000 euros.
Així doncs, aquell mateix any, va tornar a Barcelona com a cap de la Brigada Provincial d'Estrangeria i Fronteres, i el desembre de 2019 va ser nomenat Cap Regional d'Operacions de la Policia espanyola a Catalunya. Amb aquell ascens, es va convertir en el coordinador de les quatre províncies catalanes pel que fa a les cinc brigades del cos: la informativa, la judicial, la d'estrangeria, la científica i també la de protecció. Aquell càrrec, de fet, el va convertir durant cinc anys en el segon rang jeràrquic del CNP a Catalunya. El 15 de gener de 2023 es va jubilar amb el rang de comissari principal i els seus companys li van dedicar un homenatge de comiat a la sortida per l'escalinata de l'edifici barceloní de la Prefectura Superior.

## Assassinats masclistes
Un any i mig després de la seva jubilació, Fortuny de Pedro va cometre un feminicidi doble, el primer d'aquestes característiques del qual es té constància tant a Catalunya com a tot l'Estat espanyol. Segons les investigacions periodístiques de fonts policials, el 19 d'agost del 2024, la que fins llavors era la seva parella, Pilar, li va comunicar que havia decidit acabar la relació de parella de nou mesos que havien mantingut i que podia passar a l'endemà per casa seva, a Rubí i mentre ella no hi era, a recollir les coses i deixar-hi les claus a dins. Malgrat tot, Fortuny de Pedro hi va anar el 20 d'agost al matí, abans d'hora i mentre ella encara hi era, i la va assassinar d'un tret amb una pistola.
Després, va conduir 10 minuts amb cotxe directament cap a Castellbisbal, al domicili que tenia amb la seva exmuller, Maria Àngels —amb la qual s'havia separat, tenia una filla i havien posat propietats a la venda— i la va assassinar també d'un altre tret. Llavors va baixar a l'aparcament del xalet i es va suïcidar d'un tret al cap. En primera instància hi va intervenir, un cop les filles de les víctimes van trobar-ne els cossos sense vida, el jutjat titular d’instrucció 6 de Rubí amb funcions de guàrdia. De la investigació policial se'n va ocupar la Divisió d’Investigació Criminal de la regió metropolitana nord dels Mossos d'Esquadra.

### Reaccions
Els crims van generar una forta consternació i mostres de rebuig i condol a tots els àmbits socials, polítics i institucionals; tant Rubí com Castellbisbal van decretar tres dies de dol i Castellbisbal, endemés, va suspendre tots els actes de festa major. El CNP va expressar la seva consternació i va condemnar amb rebuig els actes del seu exmembre. El llavors recentment nomenat president de la Generalitat de Catalunya, Salvador Illa, que va assistir al minut de silenci pels fets a Rubí, va expressar que «cal fer més» per als qui neguen la violència de gènere i que el Govern actuaria «amb la màxima contundència» per a la defensa dels drets de les dones.
La Paeria de Lleida va endegar els tràmits per a retirar-li la Medalla de Santa Cecília que li havia atorgat i el Govern espanyol va «plantejar» desposseir-lo pòstumament de les condecoracions que havia rebut al llarg de la seva carrera —de la Policia Nacional, dels Mossos d'Esquadra, de la Guàrdia Urbana i de la Guàrdia Civil—, tal com va manifestar el delegat del Govern espanyol a Catalunya Carlos Prieto. Tanmateix, i tot i la consternació expressada pel CNP, la polèmica social va créixer pel que fa a alguns indicis del seu passat com a potencial maltractador, com també dubtes pel fet que hagués pogut cometre els assassinats potser amb l'arma encara reglamentària si estava jubilat. Cap de les dues víctimes havia interposat cap denúncia per assetjament, però els seus entorns van advertir d'una «deriva autoritària», «comportaments tòxics» i que «alguna cosa no anava bé» amb Fortuny de Pedro, que se sumava al fet que la seva parella actual hagués volgut tallar amb ell de sobte i que amb la seva exparella haguessin posat a vendre tots els seus béns amb una actitud gairebé de secretisme.
Va sorgir a l'esfera pública una nova onada de noves veus acadèmiques i d'organitzacions feministes molt crítiques sobre els rols de poder policials i la conseqüència de desempara (a l'hora de denunciar) en aquelles víctimes de violència de gènere relacionades amb membres d'aquests cossos de seguretat. Es va qüestionar el paper dels tests psicotècnics policials per no haver pogut detectar els riscos d'aquestes actituds durant el seu pas laboral, el del seguiment fidedigne policial-administratiu que vetlli pel procés de retorn de la pistola reglamentària un cop els policies deixen el cos, com també el fet que s'atorguin permisos especials d'altres armes de foc a policies retirats.